# Montagnes Kuskokwim
Les montagnes Kuskokwim sont une chaîne de montagnes située en Alaska aux États-Unis, dans la région de recensement de Yukon-Koyukuk, à l'ouest de la chaîne d'Alaska, au sud-ouest du fleuve Yukon. Cette chaîne de montagnes fait environ 400 kilomètres de long sur 80 kilomètres de large. Elle tient son nom du fleuve Kuskokwim qui la traverse. 